# Proplatycnemis malgassica
Proplatycnemis malgassica – gatunek ważki z rodziny pióronogowatych (Platycnemididae). Endemit Madagaskaru, występuje na całej wyspie.